# Filip Tamás
Filip Tamás (Budapest, 1960. július 13. –) magyar költő, szerkesztő, a Magyar Írószövetség választmányának tagja.

## Életútja
Szülei Filip István és Nagy Erzsébet. Az ELTE Állam- és Jogtudományi karán végzett 1984-ben. 1984-től bíróságon, majd az Igazságügyi Minisztériumban dolgozott. 1991-től közjegyző. Irodalmi pályáját a múlt század nyolcvanas éveinek elején kezdte. Mesterének Nemes Nagy Ágnest vallja, akit az objektív líra legjelentősebb magyar képviselőjének tekint, és poétikai értelemben követni kíván. 
Első publikációinak az ELTE Bölcsészkarának Jelenlét antológiái és az Egyetemi Lapok adtak helyet, de 1983-tól országos folyóiratok is közlik az írásait. Első kötete 1986-ban jelent meg, Fékezett habzás címmel. Ugyanebben az évben egyik szereplője volt A költészet másnapja című antológiának, amely fiatal költők verseit közölte. 
Pályáján a kilencvenes évek elején személyes okokból volt néhány éves kihagyás, de 1996 óta újra töretlen a jelenléte az irodalmi lapokban, antológiákban. Verseken kívül esszéket és recenziókat publikál. Verseiből ismerünk francia, angol, orosz, szlovák, spanyol, szerb nyelvű fordításokat. Második kötetét 1998-ban, Függőhíd címmel adták ki, és azóta két-három évenként jelentkezik újabb kötetekkel. Ezek sorában legutóbb Album címmel jelent meg válogatás, mely a korábbi kötetek legjobb darabjait és újabb verseit tartalmazza. 
Szerkesztőként a Kortárs és a Magyar Napló folyóiratnál gondozta a versrovatot. A Dokk.hu internetes költészeti portál művészeti vezetője volt. Tagja a Magyar Írószövetség választmányának. 

## Kötetei
- Fékezett habzás (1986, versek)
- Függőhíd (1998, versek)
- Amin most utazol (2001, versek)
- A harmadik szem (2003, versek)
- Mentés másképpen (2005, naplójegyzetek, versek)
- Rejtett ikonok (2006, versek)
- Saját erőd (2008, versek)
- Kő, papír, olló (2012, versek)
- Album (2015, válogatott és új versek)
- Tejút nappal. Versek; Magyar Napló, Bp., 2017
- Nulladik nap; Magyar Napló, Bp., 2020

## Díjai, elismerései
- Nizzai Kavics-díj (2004)
- A Quasimodo költőverseny zsűrijének elismerő oklevele (2004, 2005, 2006, 2012)
- Csepeli Örökség-díj (2011)
- Budapestért díj (2015)
- József Attila-díj (2017)

### Interneten elérhető művei
- https://web.archive.org/web/20160610141445/http://www.irodalmijelen.hu/05242013-1601/mind-el-filip-tamas-versei
- http://www.barkaonline.hu/blog/4062-filip-tamas-versei%5B%5D
- http://www.jelenkor.net/archivum/cikk/5567/joyce-kifizeti-a-taxit-parizs-1938-majus-ket-halal Archiválva 2020. október 21-i dátummal a Wayback Machine-ben
- http://www.hitelfolyoirat.hu/sites/default/files/pdf/02-filip.pdf Archiválva 2021. január 25-i dátummal a Wayback Machine-ben
- http://home.hu.inter.net/kortars/0501/filip.htm%5B%5D
- http://www.es.hu/kereses/szerzo/FILIP%20TAM%C3%81S
- http://pannontukor.hu/verses-interju-filip-tamas-versei-janaky-marianna-kerdesei/%5B%5D
- https://web.archive.org/web/20071207210140/http://www.forrasfolyoirat.hu/0106/filip.html

### Róla írták
- https://web.archive.org/web/20160805060753/http://www.holmi.org/2011/05/simon-ferenc-a-jelenletvesztes-anatomiaja-filip-tamas-sajat-erod
- https://web.archive.org/web/20160409094243/http://tiszatajonline.hu/?tag=filip-tamas
- http://www.kortarsonline.hu/2004/05/filip-tamas-a-harmadik-szem/7334%5B%5D
- http://www.szepirodalmifigyelo.hu/pdf/2006/06-1-011_portre-filip.pdf%5B%5D
- https://web.archive.org/web/20030430210605/http://www.jamk.hu/ujforras/9907_24.htm
- http://www.szepirodalmifigyelo.hu/pdf/2002/02-2-031-Filip_Pragai.pdf%5B%5D
- http://www.kortarsonline.hu/archivum/2016/06/filip-album.html%5B%5D
- http://www.kortarsonline.hu/2013/05/arch-filip/17078%5B%5D

### Médiamegjelenés
- https://www.youtube.com/watch?v=JXBnlm_Kl7o
- https://www.youtube.com/watch?v=8hRk82s0vWU
- https://www.youtube.com/watch?v=zmFYAvfa76Q
- https://www.youtube.com/watch?v=R8Ky5i__lpw